# Hřbitov ve Vrbně pod Pradědem
Hřbitov ve Vrbně pod Pradědem, okrese Bruntál je areál s hřbitovními kaplemi, obvodovou zdí, bránou a náhrobkem Anny Heleny Roesnerové. Do státního seznamu kulturních památek byl zapsán před rokem 1988. V sousedství hřbitova je moderní smuteční síň z roku 2016 a roste zde lípa vyhlášená jako památný strom.

## Historie
Ve Vrbně pod Pradědem vznikl v roce 1613 protestantský hřbitov. O něco později vzniká katolický hřbitov v horní části náměstí u kostela sv. Michala, který byl v roce 1655 vysvěcen biskupem Janem Gobarem. V roce 1633 v prostranství před lesem na staré andělohorské silnici zřízen samostatný morový hřbitov. Byla zde postavena kaple sv. Josefa.
Po zástavbě prostoru kolem náměstí a nedostatku místa bylo další pohřbívání na tomto hřbitově v roce 1826 ukončeno. V roce 1774 byl zakoupen pozemek ve svahu za městem, který byl obehnán kamennou zdí a v roce 1777 byl hřbitov vysvěcen olomouckým biskupem hrabětem Breuerem. Výstavba hřbitova byla ukončena v roce 1819 za finanční podpory majitelů textilních továren rodin Rösslerů a Weissů.
Ze starého hřbitova po roce 1826 byly přemístěny mnohé pomníky a ostatky na nový hřbitov. Dokladem je náhrobní kamenná deska v ohradní zdi s letopočtem 1707. V roce 1893 byla zvětšena plocha hřbitova a hřbitov přešel do vlastnictví církve. Zvětšení na konečnou výměru 5000 m2 bylo provedeno v roce 1911.

## Architektura
Empírový hřbitov má kosodélný půdorys, areál je rozdělen pravoúhlými cestičkami. Terasovitý prostor v mírném svahu je obehnán zdí z lomového kamene, koruna zdi byla krytá šindelovou stříškou. Součástí hřbitovní zdi jsou k ní přistavěné hrobní kaple. V jižní části jsou dvě vstupní brány s kovanými mřížemi a v jihovýchodním rohu je menší branka s jednoduchou mříží vedle hřbitovní kaple. Empírová hřbitovní kaple z roku 1817 je zděná obdélná stavba s trojbokým závěrem. Štítové průčelí je členěné lisénovými rámy, vchod má segmentový záklenek. Střecha je krytá břidlicí.
Náhrobek Anny Heleny Roesnerové je vytvořen z pískovce. Na soklu čtvercového půdorysu je postaven nad profilovanou římsou obelisk. Na stěnách obelisku v horní části jsou spojené přes hranu vavřínové festony. Obelisk opatřený nápisy.

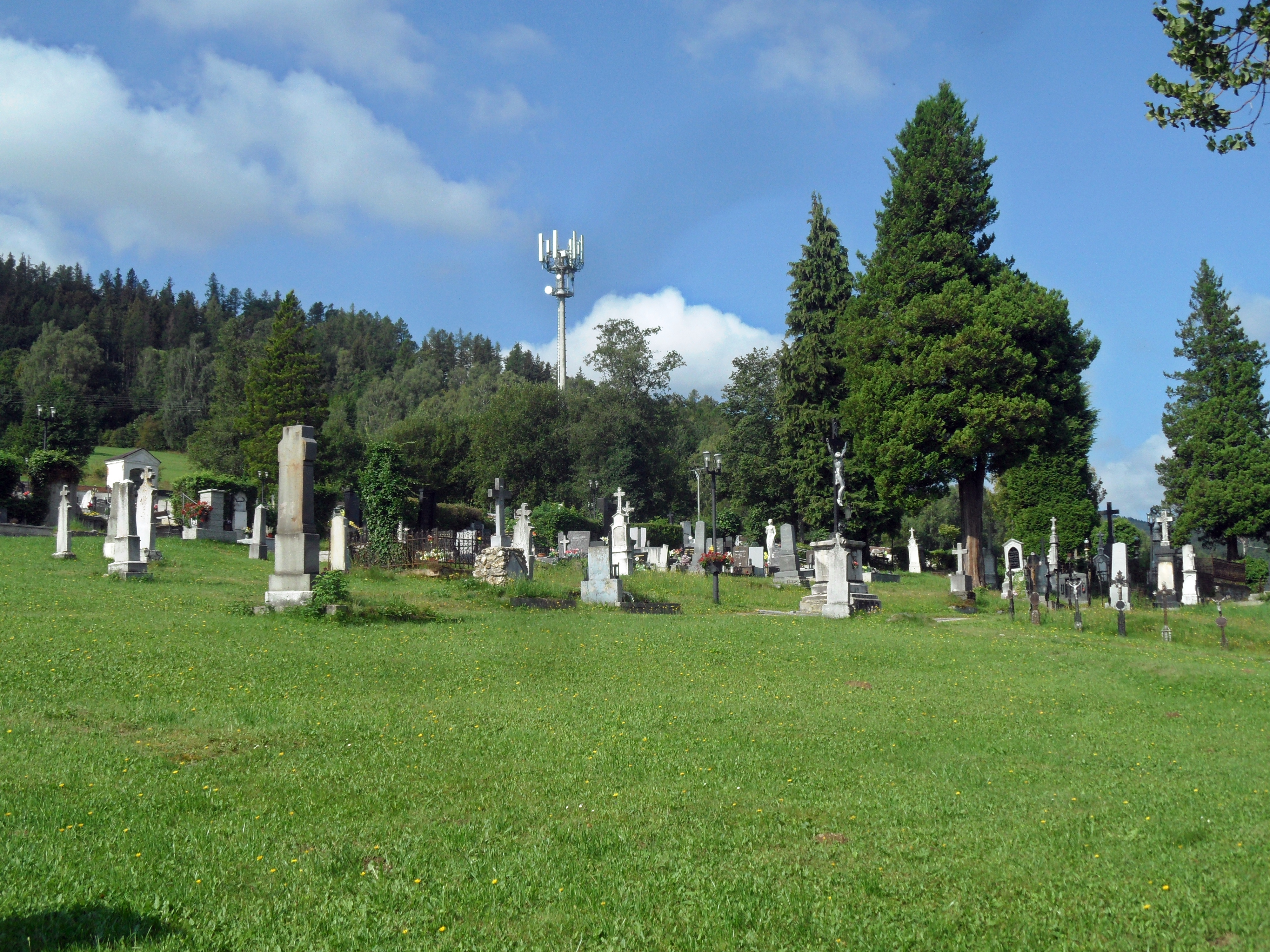
Celkový pohled
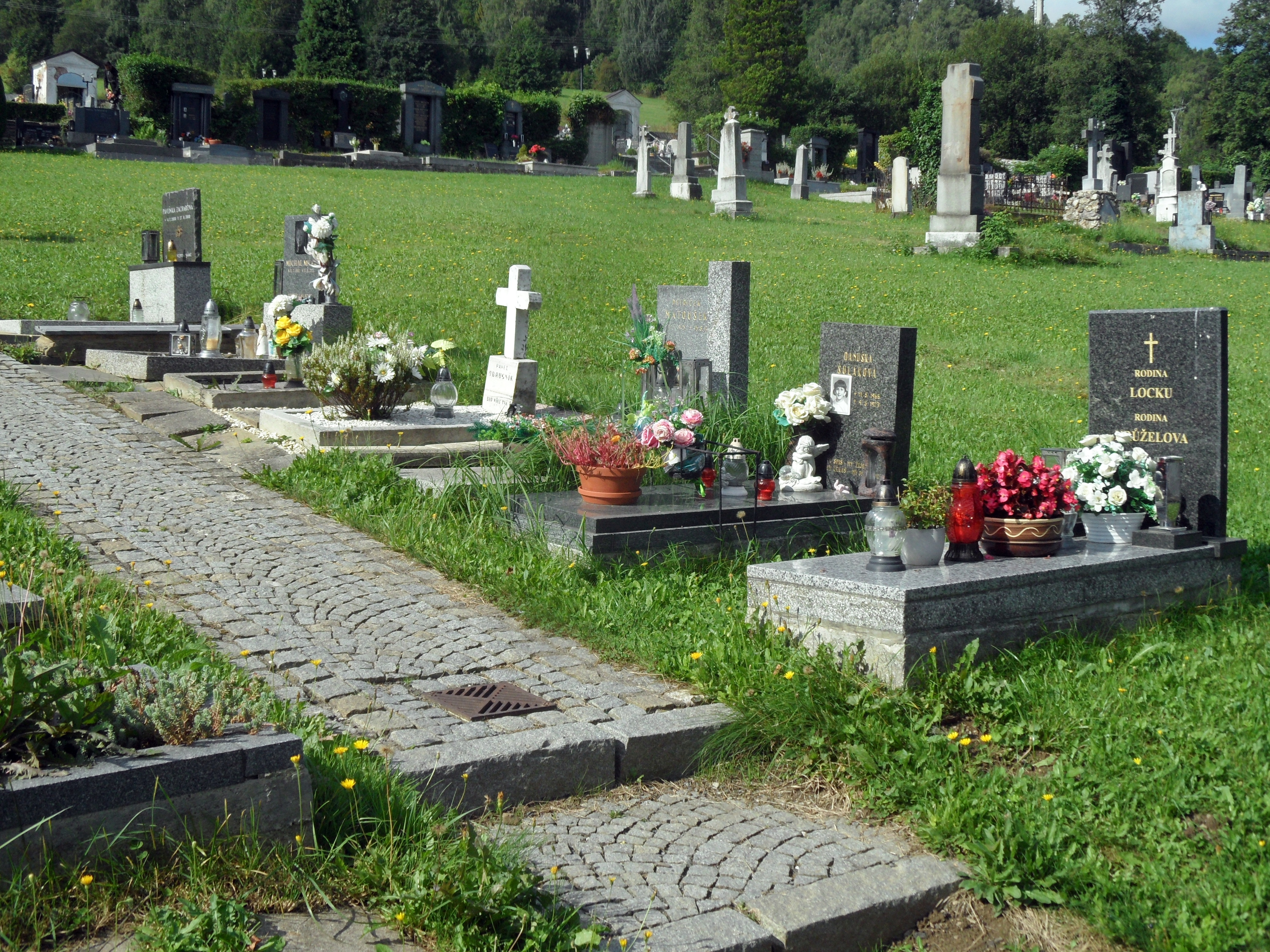
Pohled JZ směrem
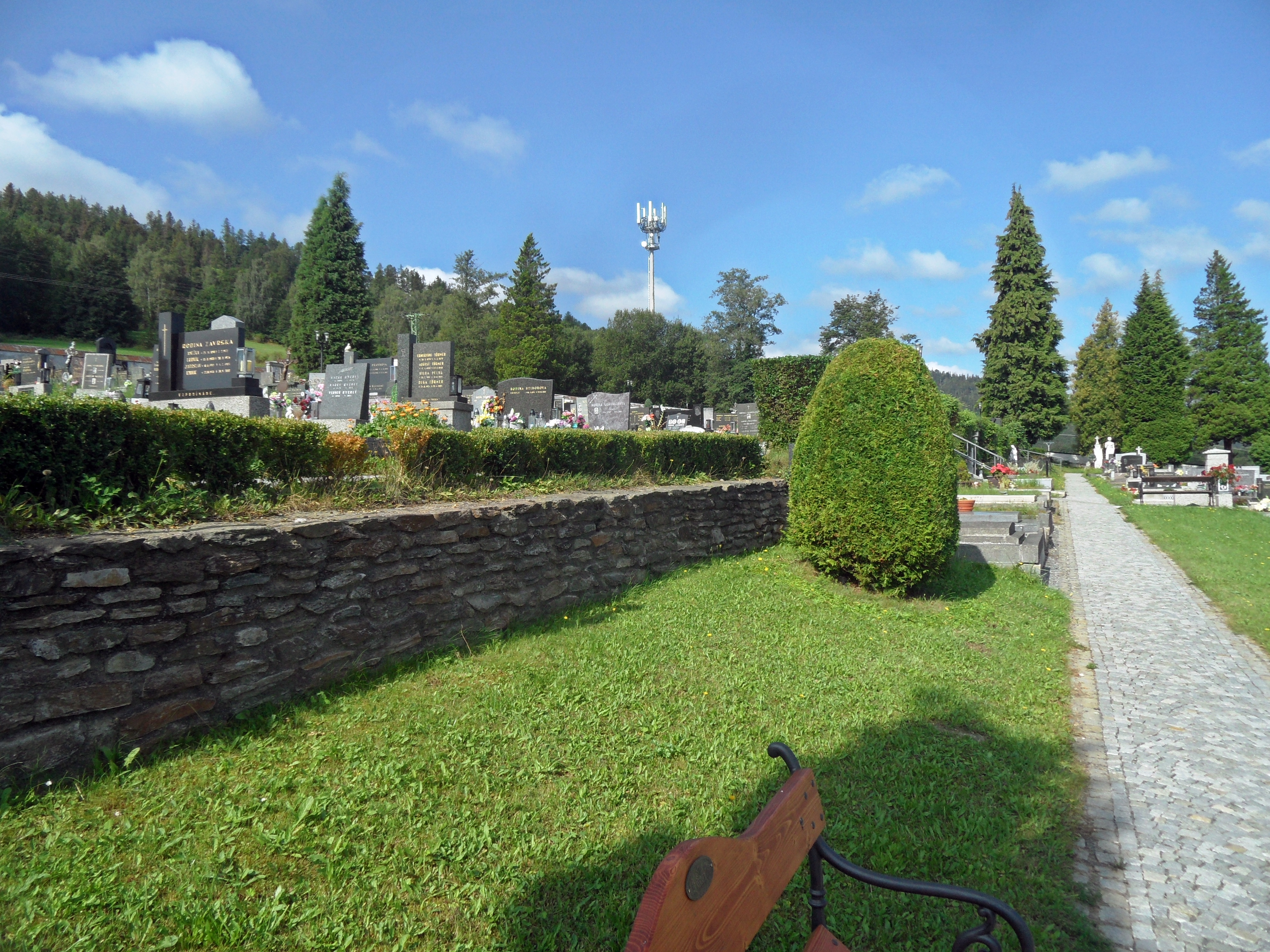
Pohled SZ směrem

## Zajímavosti
Mimo areál hřbitova je památkově chráněna hřbitovní kaple, obvodová zeď, vstupní brány a náhrobek Anny Heleny Roesnerové. Z dalších zajímavých památek to jsou:
- Hrobní kaple rodiny Weissovy z roku 1817 je zapuštěna do východní obvodové hřbitovní zdi. Je zděná omítaná stavba na obdélníkovém půdorysu. Štítová stěna ukončena zubořezem zdobeným trojúhelníkovým štítem. Vstup ukončen stlačeným záklenkem a uzavřen mříží. Uvnitř postavený sarkofág zdobený akantem a nápisem. Na sarkofágu stojí socha anděla, která drží v rukou desky se jmény a daty Johana Adolpha Weisse a jeho ženy Marie Viktorie.[2][7] Raně empírová figurální sepulkrální plastika.
- Hrobní kaple Marca Aurelia Rösslera z roku 1817 je zapuštěna do severní obvodové hřbitovní zdi. Je zděná omítaná stavba na obdélníkovém půdorysu. Štítová stěna ukončena zubořezem zdobeným trojúhelníkovým štítem. Vstup ukončen stlačeným záklenkem a uzavřen mříží. Na třech stupních umístěn sarkofág s pootevřeným víkem a nápisy. Raně empírová figurální sepulkrální plastika.
- Hrobka č. 14, kterou zhotovil v roce 1933 významný slezský sochař a architekt Josef Obeth. Dochovala se část hrobky, která představuje bránu na čtyřech polosloupech po stranách strážícími dvěma anděly. V žulovém tympanonu ve tvaru stlačeného záklenku je umístěna černá mramorová nápisová deska s nápisem Gottes Frieden.
- Jsou zde zachovány rodinné hrobky význačných vrbenských podnikatelů Grohmannů.[8] Areál hrobky Josefa Grohmanna z druhé poloviny 19. století a areál hrobky Emila Grohmanna z roku 1905. Hrobka Josefa Grohmanna patří mezi nejstarší náhrobky z roku 1789.
- Hrobka rodiny Hugo Grohmanna z roku 1930.
- Litinový kříž na mramorovém podstavci z roku 1863.
- Hrobka č. 756 ohrazena secesní kovanou mříží a sochou truchlící ženy od sochaře Jana L. Urbana.
- Náhrobek z roku 1707, který byl přenesen z původního hřbitova u kostela sv. Michala archanděla.
- Památník obětem první světové války představuje kamenná mohyla zakončená křížem a další památky.[2]

Revitalizace hřbitova v roce 2013 byla podpořena penězi Státního zemědělského intervenčního fondu.

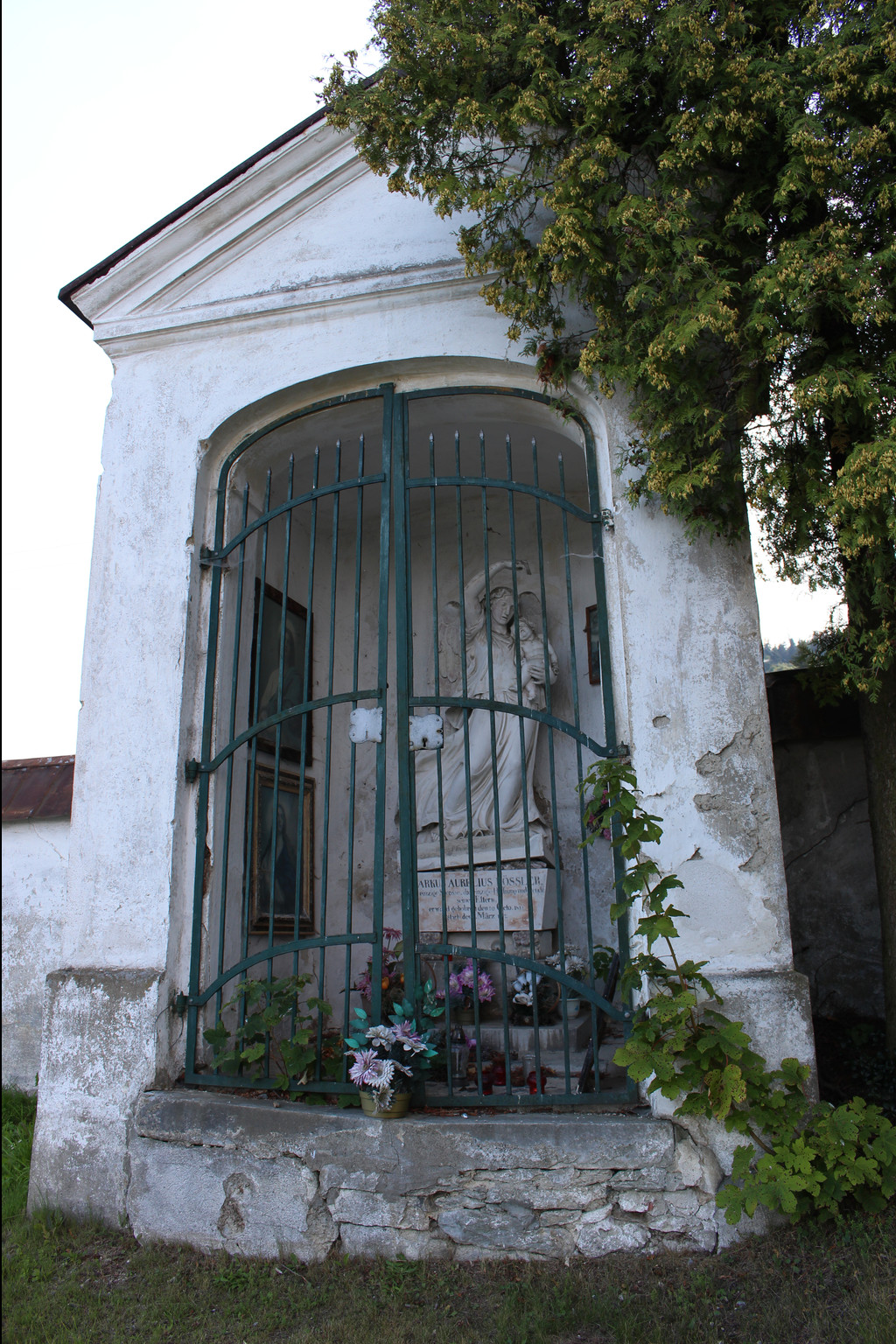
Hrobní kaple Marca Aurelia Rösslera z roku 1817
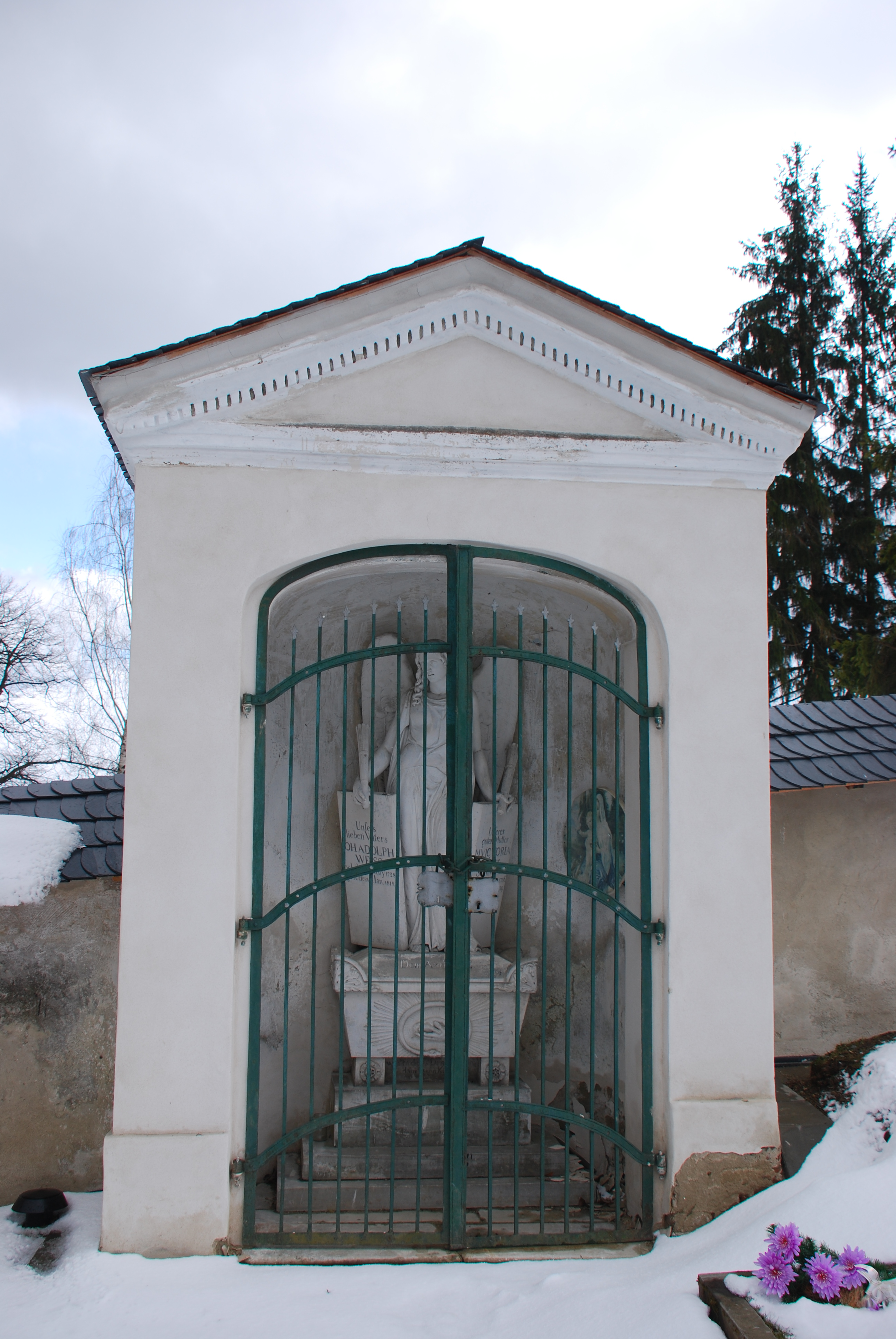
Hrobní kaple rodiny Weissovy z roku 1817
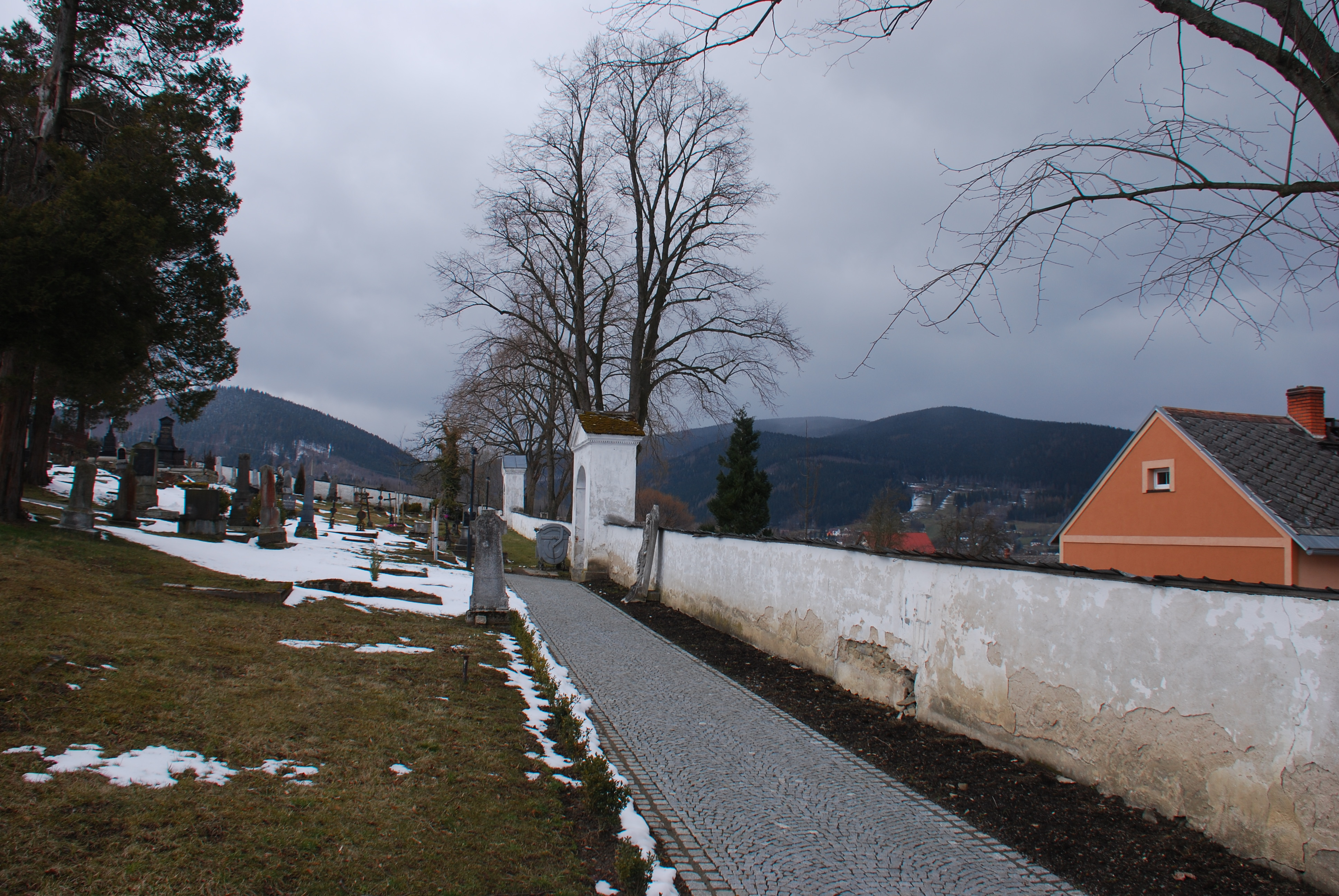
Hřbitovní zeď se vstupními bránami
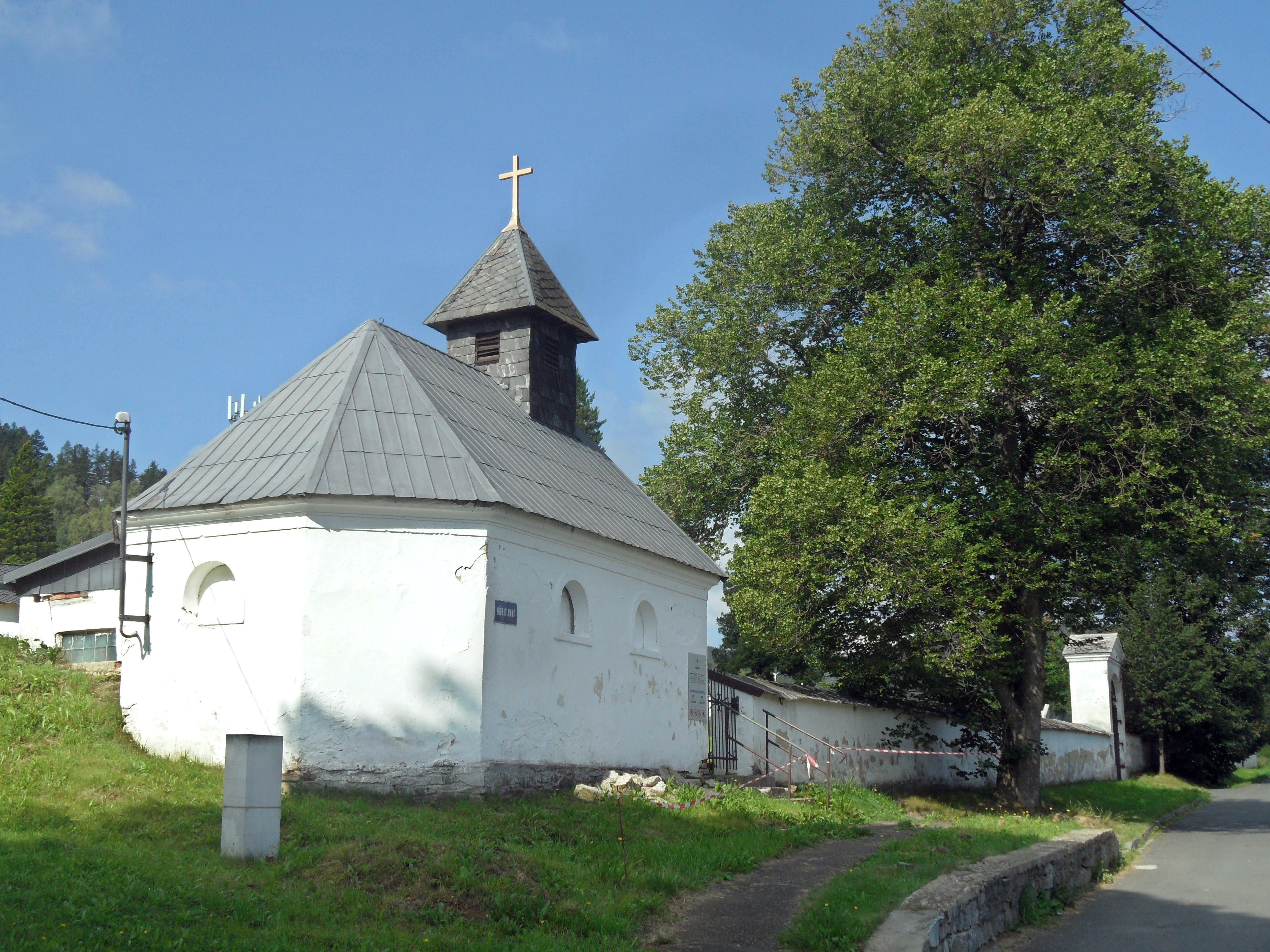
Kaple a Hřbitovní ulice s ohradní zdí a bránou

## Nová smuteční síň
V těsném sousedství hřbitova (na východní straně) byla v prosinci 2016 dokončena nová, architektonicky zajímavá smuteční síň. Slavnostní otevření s možností prohlídky se uskutečnilo 17. prosince 2016, kancelář střediska pohřebnictví se otevřela v pondělí 19. prosince a první smuteční obřad proběhl 3. ledna 2017.
Smuteční síň byla postavena podle projektu brněnského architekta Jana Dvořáka, který vznikl již v 80. letech minulého století. Stavba totiž původně začala v roce 1986 a měla být dokončena v roce 1989, kdy ale její stavbu přerušily listopadové událostí. Nedokončená stavba poté mnoho let chátrala, uvažovalo se dokonce o demolici nebo přestavbě na sklady.  Až v roce 2012 proběhla oprava střechy a stavba se naplno rozběhlo v roce 2015, dokončena byla v roce 2016, později bylo dostavěno ještě kolumbárium.
Interiér díky působivým vitrážím připomíná spíše prostory kostela a je zde socha „Odcházení“ od Olbrama Zoubka, která vznikla v roce 1989, kdy se předpokládalo dokončení stavby. Socha proto byla mnoho let uložena na radnici. Poměrně ojedinělé je také to, že provoz celé smuteční síně zajišťuje městský úředník, který má na starosti také správu dvou hřbitovů. Soukromé pohřební služby zajišťují pouze převoz zesnulých. Radnice města se k tomuto kroku rozhodla právě vzhledem k architektonické hodnotě stavby.

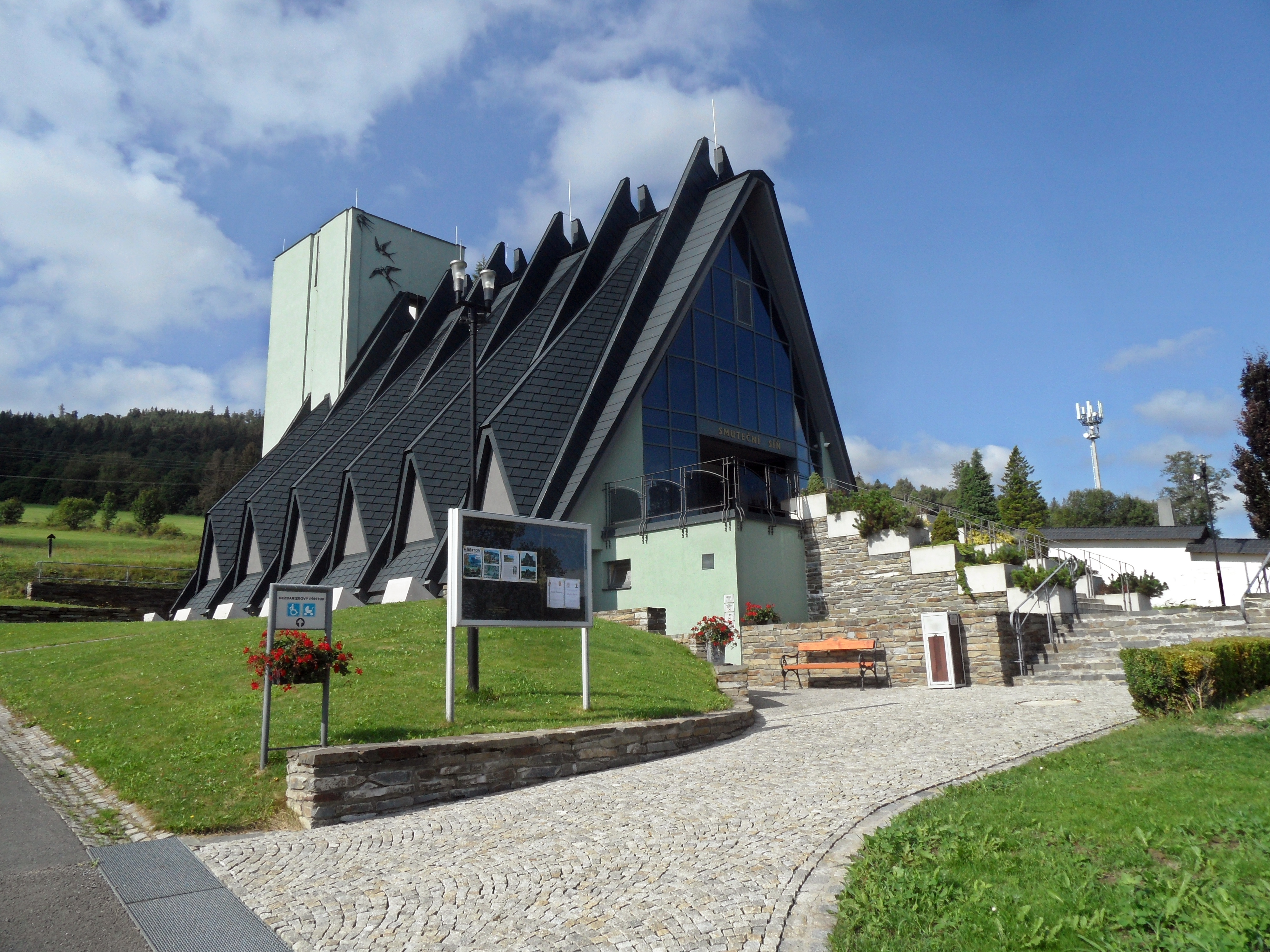
Zasazení stavby do okolí
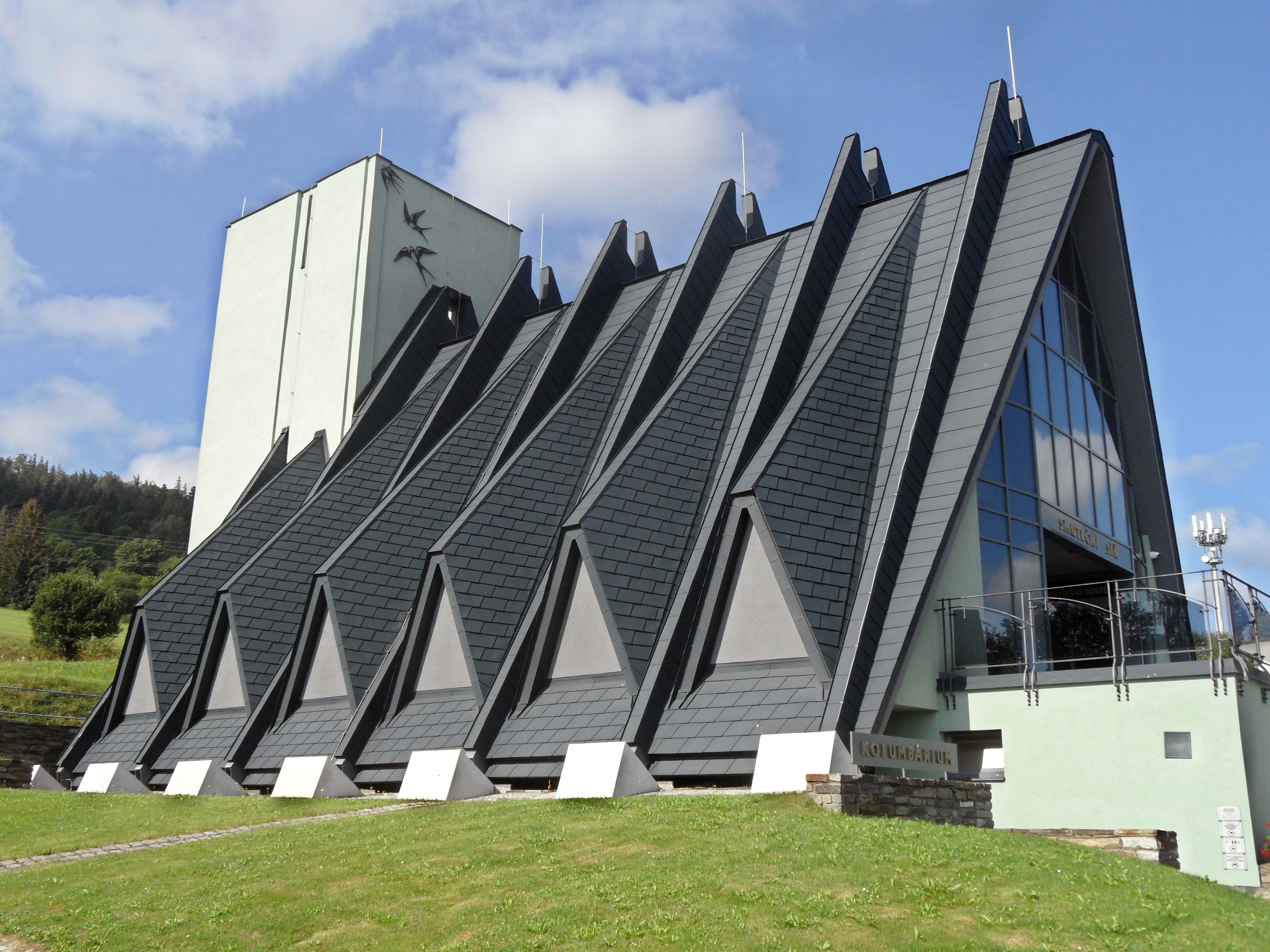
Celkový pohled
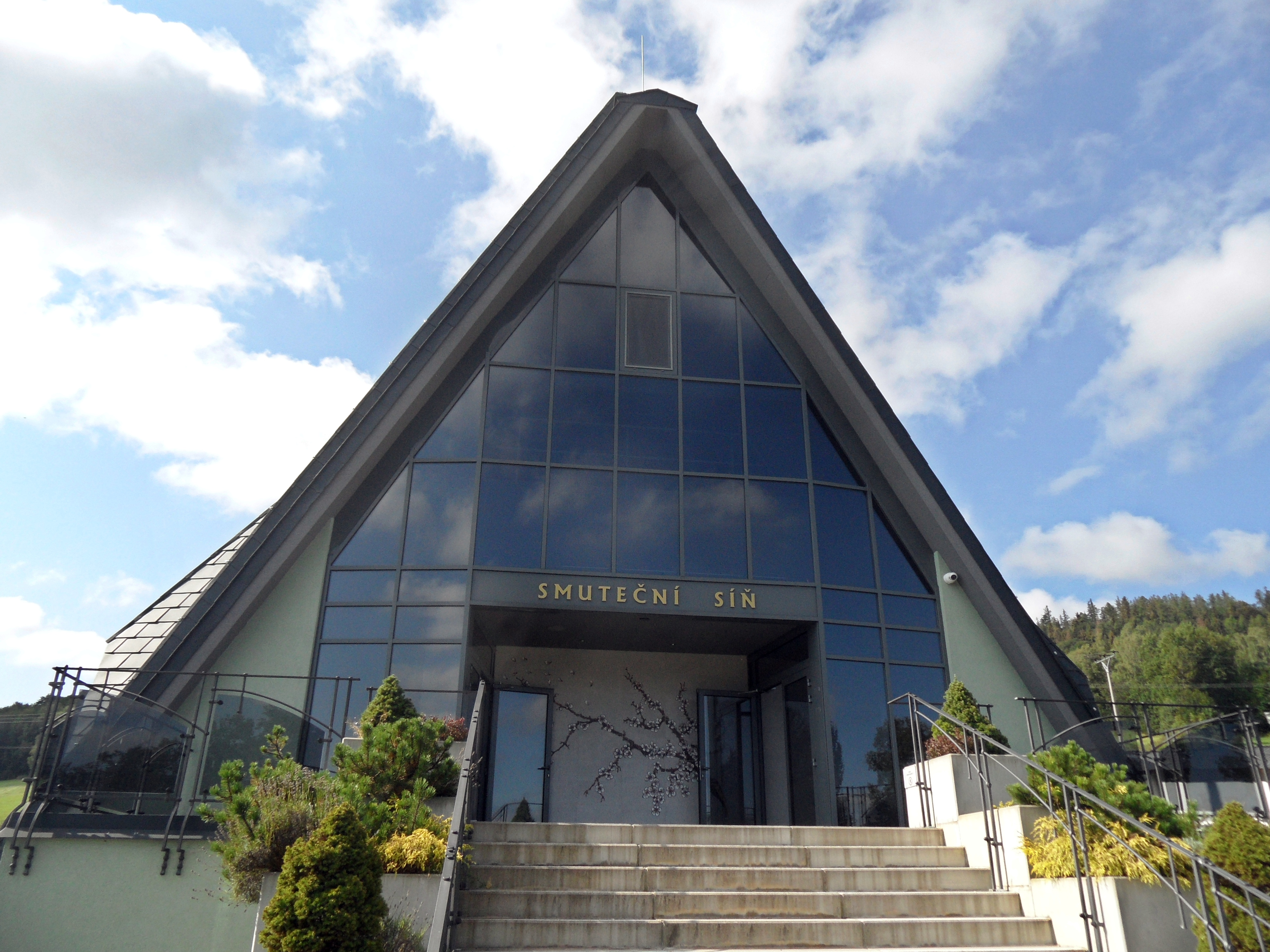
Polodetail vstupu

## Památná lípa uhřbitova
V sousedství empírového hřbitova a moderní smuteční sítě roste památný strom, lípa u kapličky pod hřbitovem, která získala své oficiální označení podle kapličky těsně vedle kmene (další kaple jsou přímo součástí hřbitova, viz fotografie výše). Odhadované stáří lípy srdčité je 160–200 let, výška stromu je 16 metrů a obvod kmene 460 centimetrů (všechny údaje se vztahují k roku 2002, kdy byla vyhlášená památným stromem). Kaplička postavená v tehdejší Rudolfově aleji (dnes Hřbitovní ulice) byla kompletně zrekonstruovaná v roce 2020 městem, s využitím příspěvků dárců.

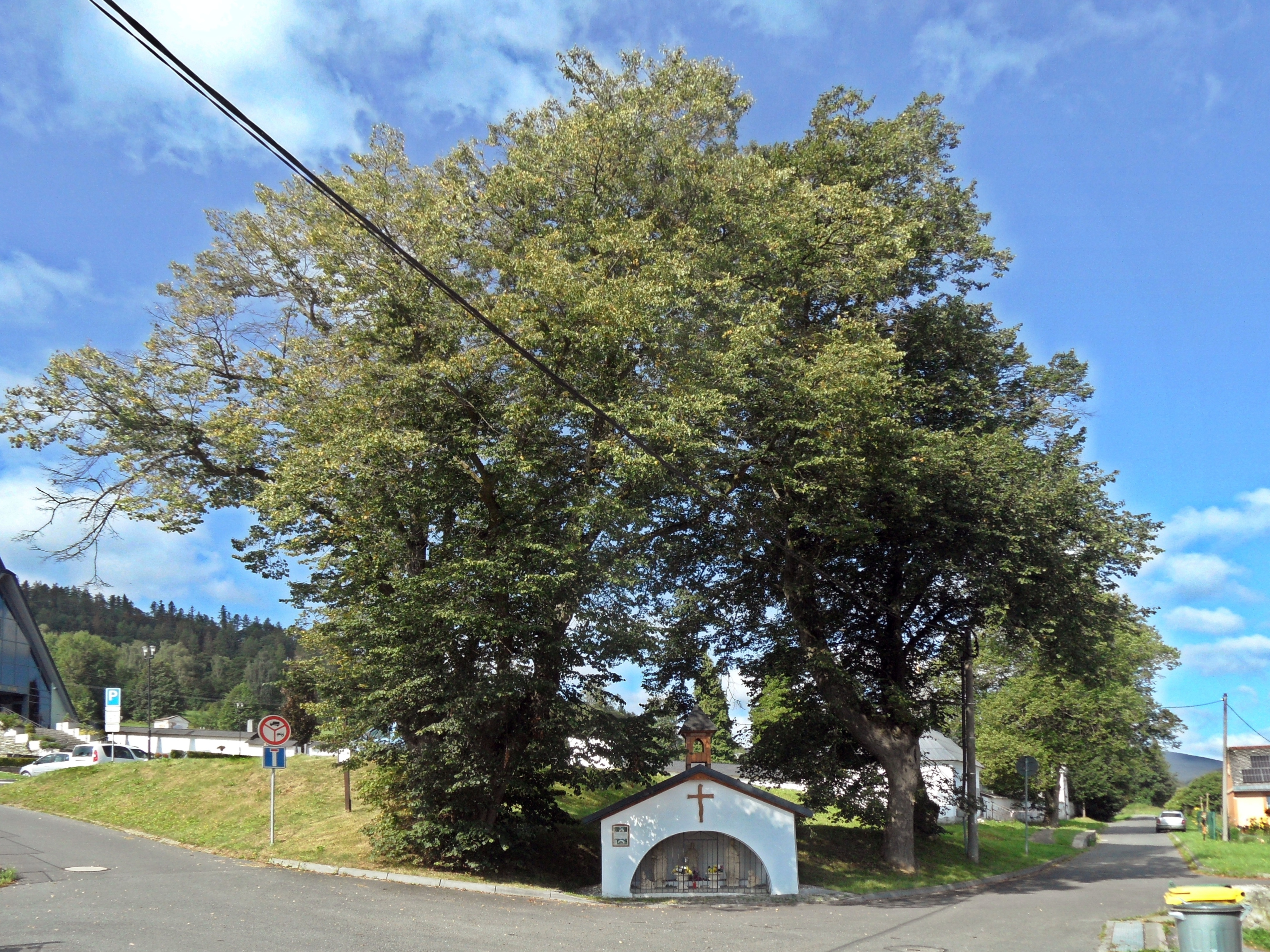
Lípa a kaplička, v pozadí Hřbitovní ulice s další kaplí
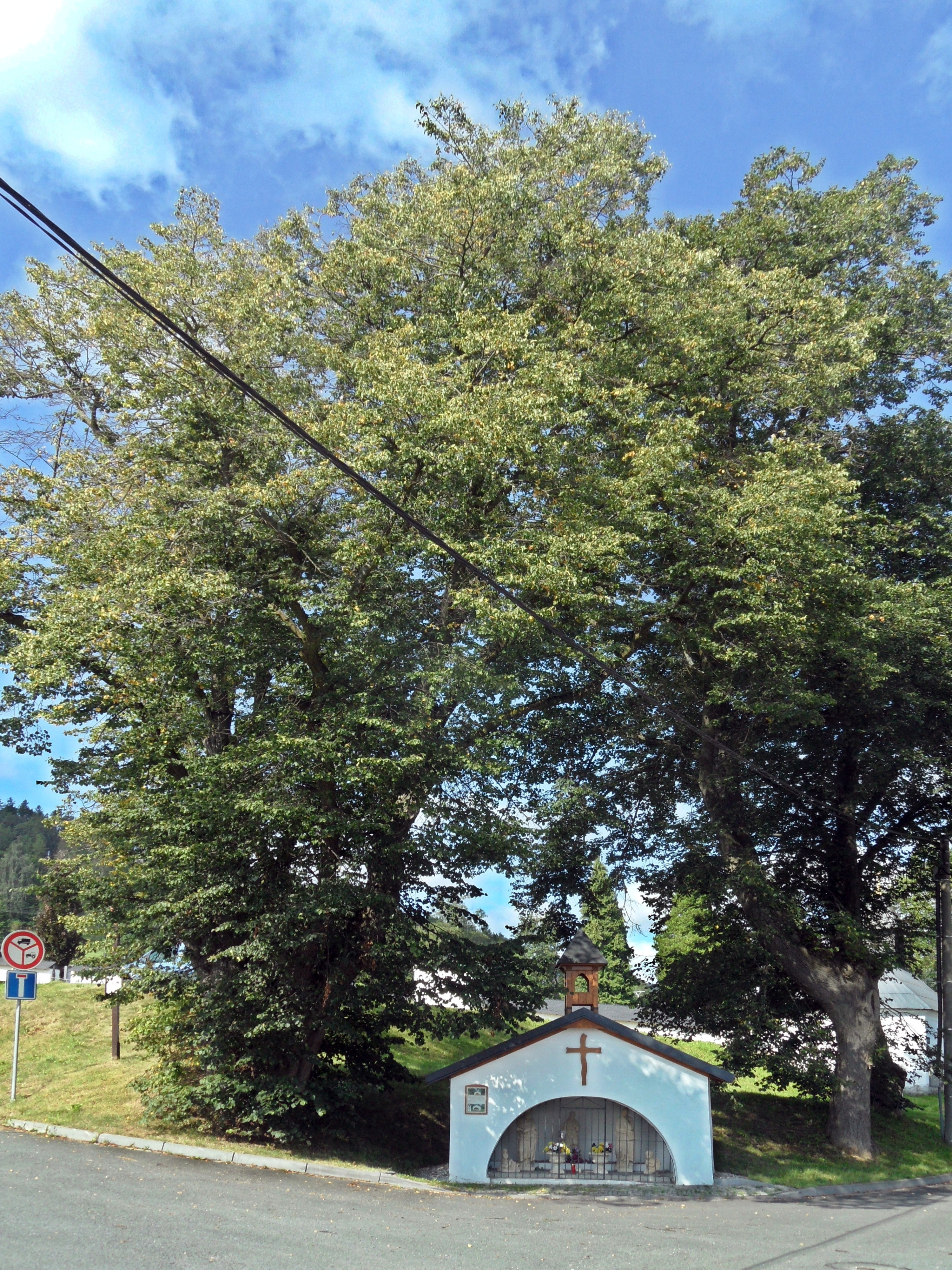
Lípa a opravená kaplička od východu (2024)
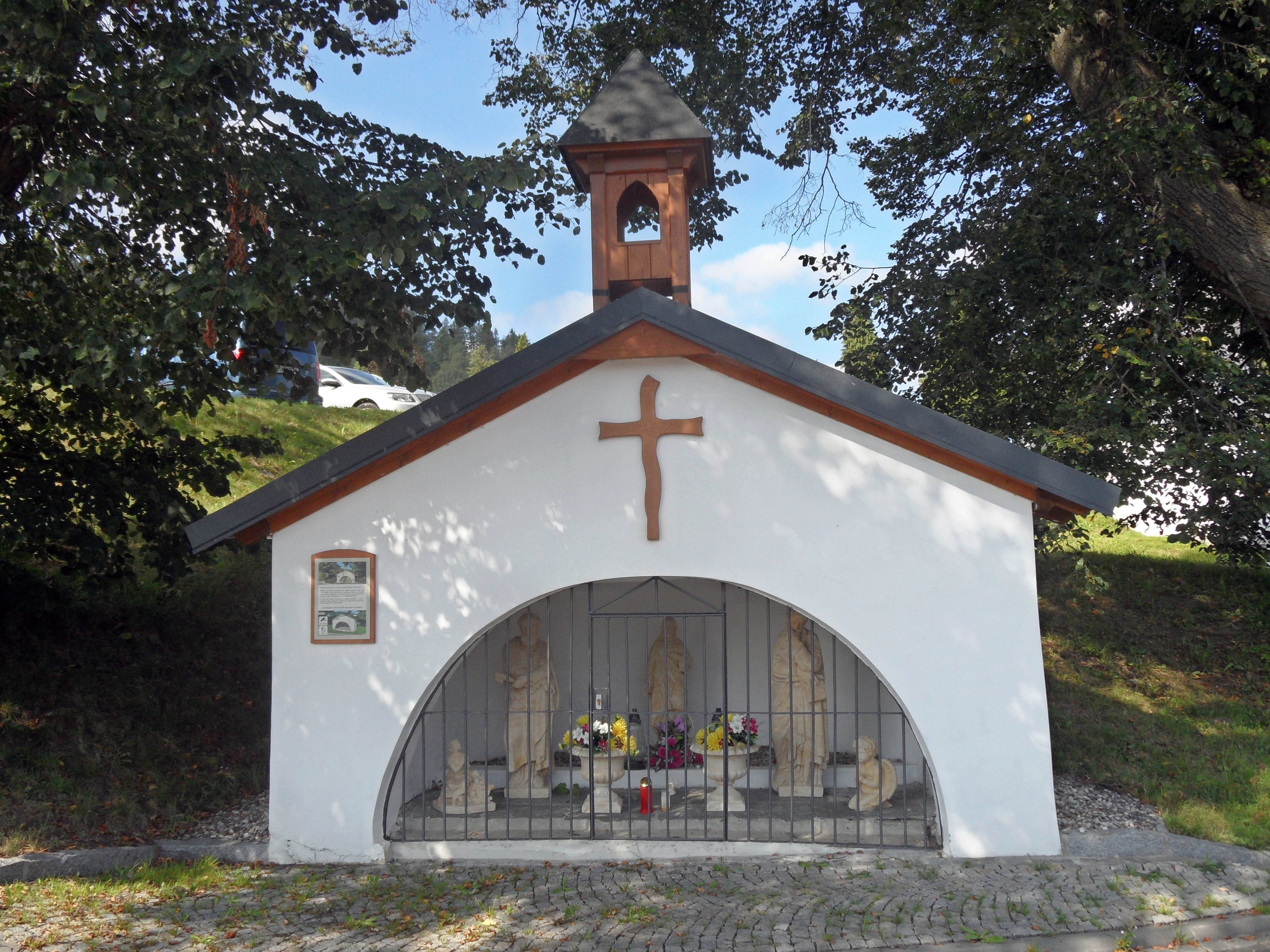
Detail opravené kapličky pod lípou